# Weingarten 22 (Quedlinburg)

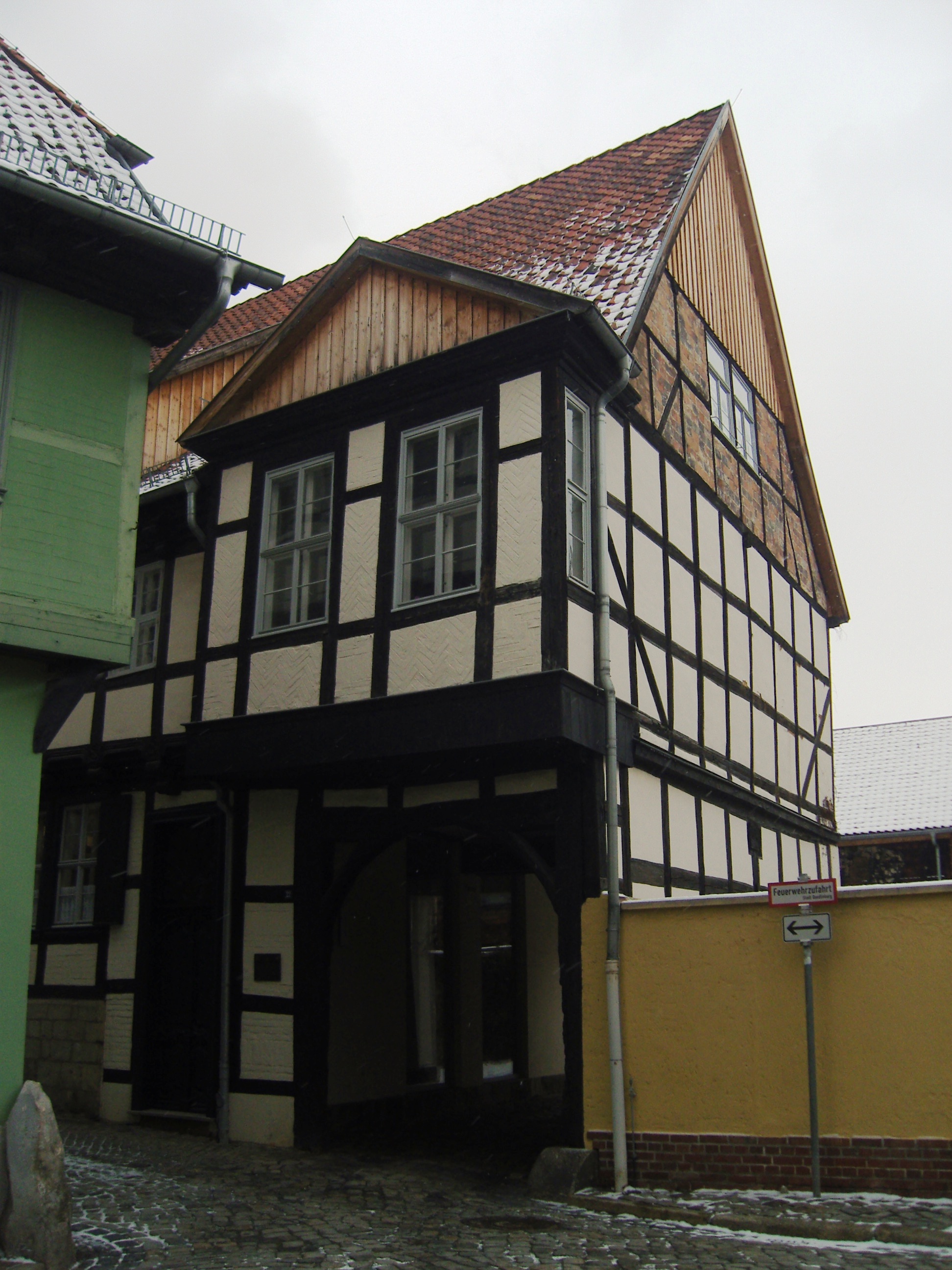
Haus Weingarten 22, Ostgiebel

Das Haus Weingarten 22 ist ein denkmalgeschütztes Gebäude in der Stadt Quedlinburg in Sachsen-Anhalt.

## Lage
Es befindet sich westlich des Marktplatzes in der historischen Quedlinburger Altstadt an der Einmündung der Straße Weingarten auf die Hohe Straße und gehört zum UNESCO-Weltkulturerbe. Im Quedlinburger Denkmalverzeichnis ist es als Kaufmannshof eingetragen.

## Architektur und Geschichte
Nach einer lateinischen Inschrift am Torhaus des Anwesens entstand das Fachwerkhaus im Jahr 1597. Als Bauherr wird Andreas Quenstedt genannt. Im Tor befindet sich die Zierform der Fächerrosette. In der Zeit um 1780 erhielt das Gebäude einen mit einem Giebel bekrönten Erker. Westlich des Torhauses schließt sich ein ebenfalls in Fachwerkbauweise errichtetes Wohnhaus an. Die Stockschwelle des Gebäudes ist reich mit Schnitzwerk versehen. Darüber hinaus bestehen mit Kerbschnittmotiven versehene Zylinderbalkenköpfe. 
Ein weiteres Fachwerkgebäude entstand bereits um 1580 und zeigt ebenfalls Verzierungen im Stil der Renaissance. Um 1680 war ein anschließendes Eckgebäude entstanden. Von diesem ist jedoch nur das in massiver Bauweise errichtete Erdgeschoss und eine mit Pyramidenbalkenköpfe versehene Stockschwelle erhalten.
Auch die ursprünglich auf dem Hof befindlichen weiteren historischen Bauten sind nicht erhalten.